# Grevillea parvula
Grevillea parvula é uma espécie de planta com flores da família Proteaceae, sendo endêmica de uma área próxima à fronteira entre Nova Gales do Sul e Victoria, no sudeste da Austrália continental. Trata-se de um arbusto que varia de espalhado a ereto, geralmente com folhas elípticas e grupos de flores rosadas a vermelhas voltados para baixo.

## Descrição
Grevillea parvula é um arbusto espalhado, por vezes compacto, que geralmente atinge de 1 a 2 metros de altura, com ramos cobertos por pelos lanosos a felpudos. Suas folhas são tipicamente ou estreitamente elípticas, às vezes lanceoladas ou estreitamente ovadas com a extremidade mais estreita voltada para a base, medindo na maioria dos casos de 25 a 40 mm de comprimento e de 8 a 18 mm de largura. As bordas das folhas são curvadas para baixo, a superfície superior é lisa, enquanto a inferior é densamente sedosa e peluda. As flores se organizam nas extremidades dos ramos ou nas axilas das folhas, em grupos voltados para baixo contendo de 8 a 36 flores, sobre um ráquis de 5 a 16 mm de comprimento. As flores são rosadas a vermelhas, com o estilete vermelho ou rosa-avermelhado, e o pistilo mede de 17 a 20 mm de comprimento. A floração ocorre principalmente de outubro a março, e o fruto é um folículo glabro de 17 a 19,5 mm de comprimento.

## Taxonomia
Esse táxon foi formalmente descrito em 1870 como Grevillea victoriae var. leptoneura pelo botânico inglês George Bentham no quinto volume de Flora Australiensis [en], a partir de espécimes coletados por Ferdinand von Mueller perto das nascentes do rio Genoa [en]. Em 2000, Bill Molyneux [en] e Val Stajsic elevaram a variedade ao status de espécie, denominando-a Grevillea parvula, na série de obras Flora of Australia. O epíteto específico (parvula) é a forma diminutiva da palavra em latim parvus, que significa "pequeno", referindo-se ao tamanho das folhas, flores e folículos, menores que os de outras espécies próximas do gênero Grevillea.

## Distribuição e habitat
Grevillea parvula geralmente cresce em florestas próximas a cursos d'água, às vezes em bosques, desde o nível do mar até altitudes superiores a 1100 metros. É encontrada entre Eden [en] e a Cordilheira Principal, perto dos rios Wallagaraugh [en] e Towamba [en], no extremo sudeste de Nova Gales do Sul, e no extremo leste de Victoria.

## Conservação
Essa espécie está classificada como "em perigo" sob a Lei de Garantia da Flora e Fauna de 1988 do governo de Victoria e como "Rara em Victoria" na Lista Consultiva de Plantas Raras ou Ameaçadas em Victoria do Departamento de Sustentabilidade e Meio Ambiente.

## Uso em horticultura
O cultivar Grevillea 'Canterbury Gold' é um híbrido entre uma forma amarela prostrada de Grevillea juniperina e essa espécie.